# Odone Fattiboni
Odone Fattiboni (nascido em Roma, Itália — falecido antes de 21 de dezembro de 1162) foi um cardeal italiano da Igreja Católica.

## Biografia
No consistório de 1130, foi criado cardeal-diácono de São Jorge em Velabro pelo Papa Inocêncio II. Participou de diversas eleições papais entre 1143 e 1159.
Em 14 de março de 1145, coroou o Papa Eugênio III com a tiara papal, assim como coroou o Papa Alexandre III em 20 de setembro de 1159.
Odone Fattiboni morreu antes de 21 de dezembro de 1162.